# Péceli Gábor
Péceli Gábor (Budapest, 1950. július 5. –) Széchenyi-díjas villamosmérnök, egyetemi tanár, a Magyar Tudományos Akadémia rendes tagja. Kutatási területe a méréstechnika, a jelfeldolgozás, ezen belül az adaptív jelfeldolgozó rendszerek és a kooperatív jelfeldolgozás, valamint a beágyazott információs rendszerek a modellezés és tervezés területén. 2005 és 2008 között a Budapesti Műszaki és Gazdaságtudományi Egyetem Villamosmérnöki és Informatikai Kar dékánja, 2008 és 2015 között az egyetem rektora.

## Életpályája
1969-ben kezdte meg egyetemi tanulmányait a Budapesti Műszaki Egyetem Villamosmérnöki Karán, ahol 1974-ben szerzett mérnöki diplomát. Ezt követően az egyetem műszer- és méréstechnikai tanszékén kapott tanársegédi állást. 1979-ben védte meg egyetemi doktori disszertációját. Az oktatói ranglétra végigjárása (adjunktus, docens) után 1989-ben kinevezték egyetemi tanárrá. Ezt megelőzően 1988-ban a tanszék vezetésével is megbízták. 2003 és 2006 között a BME és az MTA együttműködéséből létrejött Beágyazott Rendszerek Kutatócsoport vezetője volt. 2005-ben megválasztották az egyetem Villamosmérnöki és Informatikai Karának dékánjává, majd három évre rá az egyetem rektora lett. Tisztségében 2011-ben megerősítették, 2015-ben adta át Józsa Jánosnak. 1997 és 2000 között Széchenyi professzori ösztöndíjjal, 2005-ben Charles Simonyi-ösztöndíjjal kutatott. Magyarországi állásain kívül 1986-ban tanulmányúton járt a nashville-i Vanderbilt Egyetemen.
1986-ban védte meg a műszaki tudományok kandidátusi, 1989-ben akadémiai doktori értekezését. Az MTA Automatizálási és Számítástechnikai Bizottságának lett tagja, amelynek 2000 és 2005 között elnöke volt. 1997 és 2004 között a Magyar Tudományos Akadémia közgyűlésének képviselője volt, majd 2007-ben az akadémia levelező, 2013-ban pedig rendes tagjává választották. Az MTA Elektronikus Eszközök és Technológiák Bizottságába is bekerült. Ezenkívül 1997-ben a Magyar Mérnökakadémia felvette tagjai sorába. 1999-ben a Villamos- és Elektronikai Mérnökök Intézete (IEEE) tagja lett, 2001–2002-ben a magyar szekciót is vezette. A Magyar Akkreditációs Bizottság villamosmérnöki és informatikai tudományági szakbizottsága tagja volt 1994 és 2000 között. 2000 és 2005 között az Oktatási Minisztérium Jedlik Ányos Kuratóriumának tagjaként, 2006-ban elnökeként tevékenykedett. 2006 és 2012 között a Neumann János Számítógép-tudományi Társaság elnöke volt. 2001-ben az Infopark Fejlesztési Zrt. felügyelőbizottságának tagjává választották. Több mint 80 tudományos publikáció szerzője vagy társszerzője, valamint két szabadalma van munkatársaival közösen bejegyeztetve. Közleményeit magyar és angol nyelven adja közre.

## Díjai, elismerései
- Pollák–Virág-díj (1992, 1993)
- Neumann-díj (2011)
- Széchenyi-díj (2018)

## Főbb publikációi
- Rekurzív jelfeldolgozó eljárások vizsgálata (1985)
- A Common Structure for Recursive Discrete Transforms (1986)
- Sensitivity Properties of Resonator-Based Digital Filters (1988)
- Resonator-Based Digital Filters (1989)
- Digital-filters Based on Recursive Walsh-Hadamard Transformation (társszerző, 1990)
- Feedback-based Orthogonal Filters: Theory, Applications, and Implementation (társszerző, 1996)
- Iterative Fuzzy Model Inversion (társszerző, 1998)
- Transients in reconfigurable control loops (társszerző, 2000)
- An approach to self-adaptive software based on supervisory control (társszerző, 2001)
- A Modular Platform for Embedded Information Technology (társszerző, 2005)
- Proceedings of Regional Conference on Embedded and Ambient Systems (társszerző, 2008)
- Adaptive Filtering with Bandwidth Constraints in the Feedback Path (társszerző, 2012)